# Provincia de Phrae
Phrae es una de las provincias tradicionales del norte de Tailandia.

## Origen
Fue fundado en el año 1371 de la Edad Budista (año 828 a. C.) por Phaya Pol. Previamente la ciudad se llamaba “Pol Nakhon”, luego se cambió a "Wiang Ko Sai" que significaba "La prenda de seda".

## Contexto geográfico
Phrae es la zona más grande de la reserva la teca en Tailandia. Fue ubicado en la ribera de Río "Yom", unos 555 kilómetros de Bangkok, la capital tailandesa.

## Símbolo
Según la leyenda, las dos capitales de Phrae y Nan (la provincia al norte de Phrae) fueron reinadas por los dos hermanos. En una ocasión que quisieron dividir la frontera, el rey de Phrae montó a caballo y el rey de Nan montó en búfalo para ir al punto de encuentro que estaba en un monte. Por eso Phrae utiliza el caballo como el escudo y Nan utiliza el búfalo como el escudo.
Cuando el gobierno provincial propuso este escudo en 1940, el Departamento de Arte sugirió que añadiera el edificio encima del animal entonces hoy el día está la pagoda “Cho Hae” encima del caballo. Este templo está ubicado unos 9 kilómetros hacia el sureste de la ciudad capital de Phrae.

## División administrativa
Phrae cubre aproximadamente 6.538,6 kilómetros cuadrados; la provincia está rodeada de montañas, quedando en el centro el valle como el corazón de la provincia. La provincia se encuentra dividida en 8 distritos. Cada distrito se divide en subdistritos hasta llegar a un total de 78. Cada subdistrito se divide en pueblos, existiendo 700 en la provincia. Tiene una población de 458.750 habitantes.

### Distritos
Los distritos de la provincia de Phrae
- Den Chai
- Long
- Muang
- Nong Muang Kai
- Rong Kwang
- Song
- Sung Men
- Wang Chin